# Pansarvärnskanonvagn m/43
Lo Pansarvärnskanonvagn m/43 (Pvkv m/43) era un semovente cacciacarri svedese, progettato dalla AB Landsverk sullo scafo del carro armato medio Stridsvagn m/42. Prodotto nel dopoguerra, tra il 1946 ed il 1947, rimase in servizio fino agli anni settanta.

## Storia

### Sviluppo
Una delle innovazioni introdotte con il nuovo organigramma di brigata corazzata modello 1943 (pansarbrigaden m/43) erano i reparti semoventi anticarro direttamente subordinati al comando di brigata. L'idea era di fornire un supporto di armi anticarro pesanti ad alta mobilità ai reparti corazzati, su modello della Wehrmacht. Per consentire sempre maggiori distanze di ingaggio dei corazzati nemici, era necessario un nuovo cacciacarri dotato di cannone più potente, con canna più lunga per aumentare al velocità alla volata. Si decise di basare il nuovo veicolo sullo scafo del carro medio Stridsvagn m/42, dotato di sovrastruttura fissa a casamatta.
Il Strv m/42 era dotato di torretta girevole armata con un cannone corto 7,5 cm kanon L/28, rivelatosi inefficace contro i nuovi carri entrati in servizio durante la guerra. Il Pvkv m/43 montava invece una versione del cannone antiaereo 7,5 cm luftvärnskanonen m/36 con canna allungata a 50,5 calibri, che portava la velocità alla volata da 590 m/s a 810–890 m/s, nonostante la nuova munizione anticarro fosse più pesante (6,7 kg). L'unico limite era costituito dal brandeggio ridotto a soli 15°.

### Produzione
Nel 1942 alla AB Landsverk venne ordinato un lotto di 87 cacciacarri. Nel 1944, quando sarebbe dovuta iniziare la consegna dei veicoli, effettivamente era pronto un solo prototipo. Il ritardo era dovuto allo sviluppo del nuovo cambio meccanico, che fece slittare le consegne addirittura nel dopoguerra, dal 1946 al 1948.

### Impiego operativo
Quando finalmente i cacciacarri vennero consegnati, vennero assegnati alle brigate corazzate rispettivamente due plotoni anticarro con 6 mezzi ciascuno. Inoltre ognuno dei 10 corpi d'armata ricevette una compagnia cacciacarri pesanti con 10 m/43.

### Sviluppi successivi

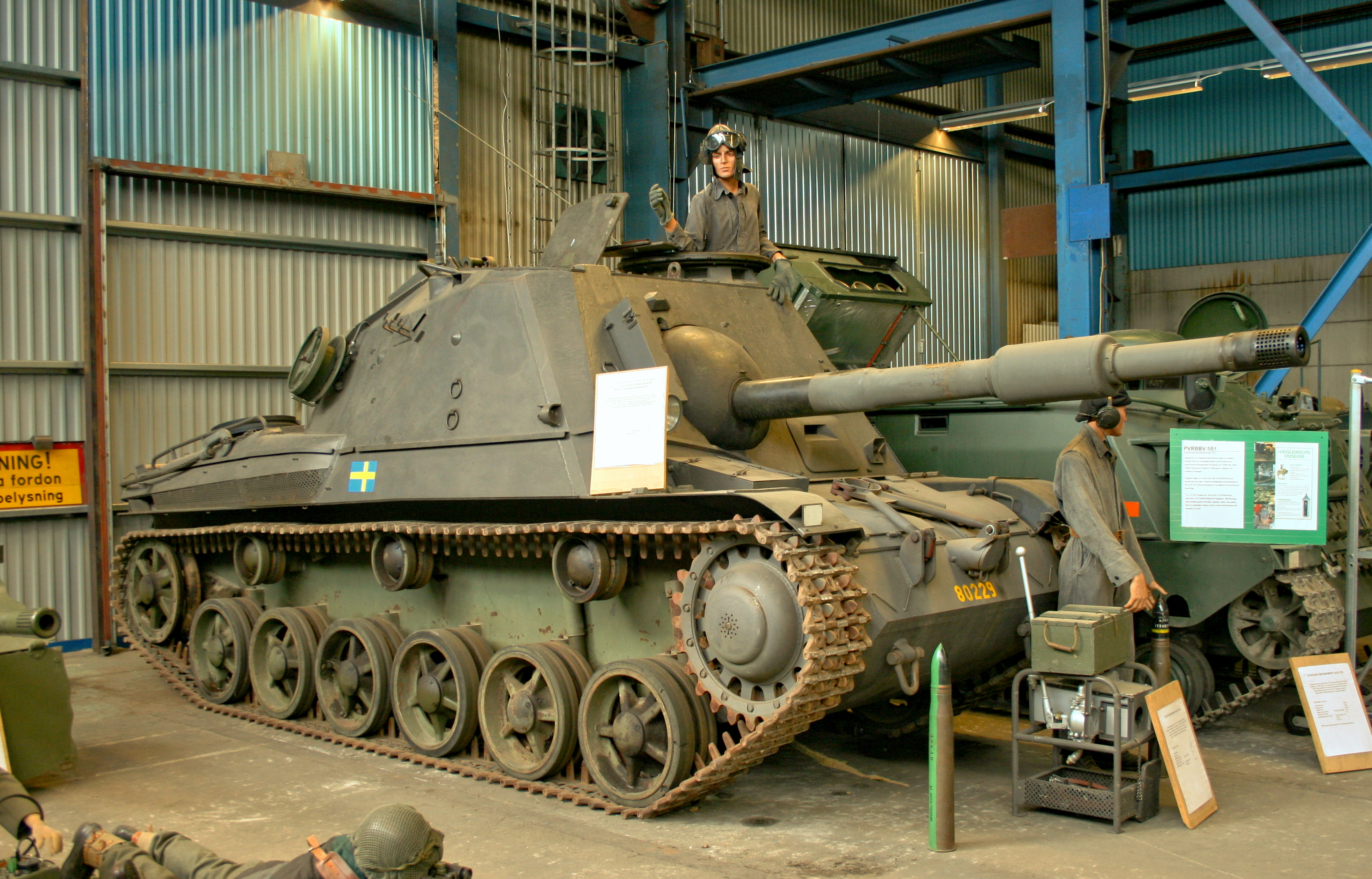
Pvkv m/43 esposto a Hässleholm.

Fino all'acquisto, nel 1953, del carro armato Centurion, il m/43 era l'unica arma anticarro svedese in grado di confrontarsi con i carri nemici contemporanei. La crescente importanza delle masse di carri corazzati durante la Guerra Fredda spinse le forze armate ad continuare lo sviluppo dei cacciacarri. Vennero realizzati 4 prototipi: i Pvkv II e III basati su scafo Stridsvagn m/41 armato rispettivamente con il cannone antiaereo 7,5 cm luftvärnskanonen m/36 ed un cannone anticarro da 57 mm pansarvärnskanon m/43; i Pvkv IV A e B erano basati sullo scafo Stridsvagn m/40 equipaggiati con i due suddetti cannoni rispettivamente. Nessuno di questi progetti ebbe seguito.
Anche Bofors sviluppò di propria iniziativa un cacciacarri armato di cannone calibro 120 mm. Nonostante le soluzioni innovative, il potente armamento ed il peso inferiore alle 20 t, il prototipo non suscitò interesse né in Svezia né all'estero.
Il nuovo modello di brigata corazzata del 1958 non prevedeva in organico i cacciacarri. Questi erano invece organizzati in compagnie cacciacarri corazzati, ognuna dotata di 11 Pvkv m/43 e 4 Terrängbil m/42 KP. In caso di necessità queste compagnie sarebbero state assegnate alle brigate di fanteria, soprattutto quelle di stanza nel sud del paese.
La conversione dello Strv m/41 nel veicolo trasporto truppe Pansarbandvagn 301 ed il ritiro dalla prima linea del Strv m/40K nel 1957 resero disponibili i loro motori ad essere montati sui Pvkv m/43. Ciò permise di sostituire il problematico motore Volvo A8B con due Scania-Vabis typ L603, gli stessi propulsori di Sav m/43, Strv m/42 TH e TV. Nel dicembre 1959 vennero ordinati alla Lansverk tre prototipi, consegnati e testati un anno più tardi. Il risultato era un mezzo molto più affidabile, ma con potenza leggermente inferiore (325 hp invece di 380 hp). La ricostruzione dei restanti cacciacarri venne ordinata alla fine del 1961, con consegne effettuate dal 1963 al 1964.
I m/43 furono ritirati dal servizio nel 1970. I cannoni vennero smontati e riutilizzati nelle difese fisse costiere, fino al loro smantellamento nel 1995.

## Tecnica
Il motore Volvo A8B era lo stesso dello Strv m/42 EH, però con un cambio meccanico di nuova progettazione. Il cannone più pesante richiese il rinforzo delle due ruote portanti anteriori di ciascun treno di rotolamento. La riserva di munizioni a bordo era di 56 granate perforanti. La casamatta era a cielo aperto, con corazzatura della piastra frontale spessa 80 mm. L'equipaggio era composto da 4 uomini: pilota, capocarro, puntatore e servente. Con l'aggiornamento del 1954 tutti i mezzi ricevettero un tettuccio corazzato, chiudendo così il vano di combattimento. Oltre a migliorare notevolmente la protezione dell'equipaggio da proiettili e schegge, forniva maggiore protezione dalle intemperie rispetto al telone usato in precedenza. Altre modifiche riguardarono l'introduzione di un estrattore di fumi sulla canna e di una rizza di fissaggio della stessa. Il motore Volvo diede alcuni problemi, tanto da essere sostituito con due Scania-Vabis. La trasmissione meccanica Volvo VL420 invece si dimostrò molto affidabile, tanto da essere retrofittato sui Strv m/42 TM con trasmissione elettromagnetica.